# Sportvagnsracing

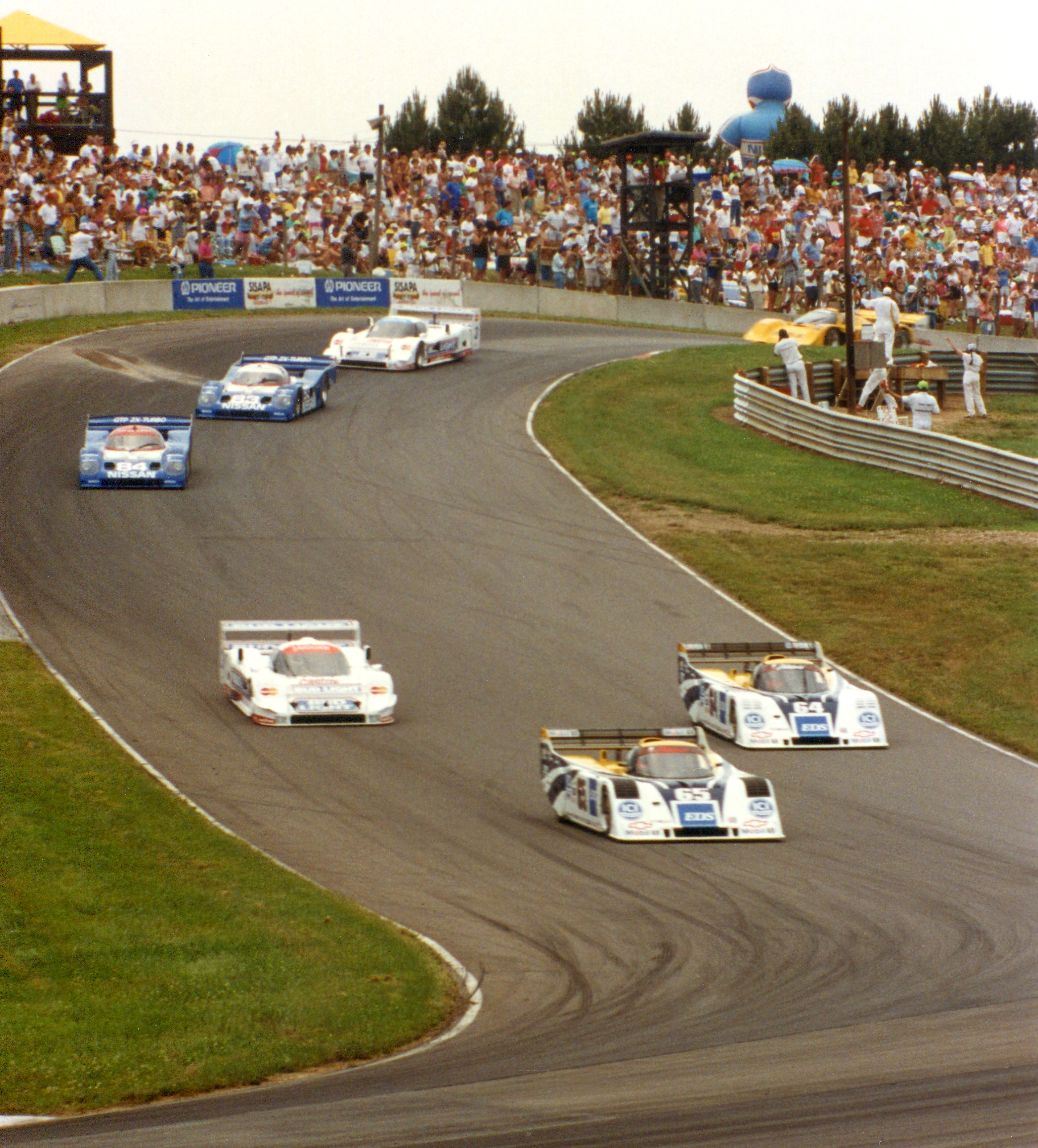
IMSA GTP sportvagnsracing 1991

Sportvagnsracing är en form av bilsport på bana med tvåsitsiga bilar med täckta hjul. De kan vara byggda för ändamålet eller nära besläktade med sportbilar avsedda för landsvägskörning.

## Sammanfattning
Denna typ av racing är en blandning av rena formelbilar och mer vardagliga standardbilar och associeras ofta med den årliga Le Mans 24-timmars långdistanstävlingen. Le Mans är en av världens äldsta motortävlingar och har körts sedan 1923. Andra klassiska sportvagnstävlingar, som dock inte körs längre, är Targa Florio (1906 - 1977) och Mille Miglia (1927 - 1957). De flesta sportvagnstävlingar premierar uthållighet (tävlingarna pågår vanligtvis mellan 2,5 och 24 timmar), tillförlitlighet och strategi, snarare än höga toppfarter. Längre tävlingar involverar vanligen komplicerade depåstrategier och regelbundna förarbyten. Sportvagnsracing är snarare en lagsport än en individsport och stallchefer som John Wyer, Tom Walkinshaw, Henri Pescarolo, Peter Sauber och Reinhold Joest har blivit nästan lika berömda som många av sina förare.
Den prestige som Ferrari, BMW, Porsche, Lotus, Maserati, Alfa Romeo, Mercedes-Benz, Jaguar och Aston Martin åtnjuter, kommer delvis från framgångar inom sportvagnsracing och sportvagns-VM. De landsvägsvagnar som dessa tillverkare sålt har ofta varit mycket lika tävlingsbilarna, både tekniskt och designmässigt. Det är kopplingen till dessa ”exotiska” bilar som utgör en viktig skillnad mellan sportvagnsracing och standardbilsracing.
Sebring 12-timmars-, Daytona 24-timmars- och Le Mans 24-timmarslopp ansågs länge vara sportvagnsracingens hat trick. Britten Ken Miles är den som varit närmast att vinna alla tre samma år, men en felaktig order från hans Ford GT40-stall på Le Mans 1966 kostade honom segern, trots att han var först över mållinjen.

## Historia

### Den tidiga utvecklingen av sportvagnar och sportvagnsracing
Under 1920-talet användes i princip identiska bilar till både långdistanstävlingar och till Grand Prix racing, med stänkskärmar och två säten med plats för en mekaniker, om nödvändigt eller tillåtet. Bilar som Bugatti Type 35 var nästan lika hemmastadda på en Grand Prix-tävling som på en långdistanstävling, men specialiseringen började gradvis skilja sportvagnarna från Grand Prix-bilarna. Den legendariska Alfa Romeo Tipo A påbörjade utvecklingen av rena formelbilar i början av 1930-talet. Grand Prix-bilarna och de mindre voiturette-bilarna utvecklades snabbt till högprestandavagnar, optimerade för relativt korta tävlingar, genom att göra sig av med skärmarna och mekanikerns stol. Under den senare delen av 1930-talet ägnade sig de franska märkena främst åt nationella tävlingar med stora sportvagnar, eftersom de inte kunde hålla jämna steg med Mercedes-Benz och Auto-Unions bilar inom GP-racingen. Märken som Delahaye, Talbot-Lago och Bugatti dominerade de franska tävlingarna. 
På samma sätt började sportvagnsracers dyka upp under 1920- och 1930-talen, skilda från snabba standardvagnar (Le Mans hade från början varit en tävling för just standardvagnar) och sportbilar. Oavsett om de härstammade från landsvägsvagnar eller från rena tävlingsbilar började de dominera tävlingar som Le Mans och Mille Miglia.
Långdistanstävlingar i Europa, som Mille Miglia, Tour de France och Targa Florio, kördes på allmän väg. Vägarna var ofta dammiga, vilket betydde att bilarna fortfarande behövde stänkskärmar likaväl som en mekaniker eller kartläsare. Dessa tävlingar hölls främst i Italien och tävlingsformen kallades Gran turismo, eftersom långa sträckor skulle tillryggaläggas istället för att köra runt på specialbyggda korta banor. Tillförlitlighet och en viss nivå av komfort var nödvändig för att klara uppgiften.

### Efterkrigstiden och de första världsmästerskapen
Efter andra världskriget blev sportvagnsracing en egen form av racing med egna klassiska tävlingar och slutligen ett eget världsmästerskap. Under 1950-talet ansågs sportvagnsracing nästan lika viktigt som formel 1 och ledande märken, som Ferrari, Maserati, Jaguar och Aston Martin lade ner mycket resurser på sina egna stall och sålde även bilar till privatförare. Sportvagnarna släppte kopplingen till serietillverkade sportbilar under 1950-talet och vid de stora tävlingarna deltog rena tävlingsbilar som  Jaguar C-Type och D-Type, Mercedes-Benz 300SLR, Maserati 300S, Aston Martin DBR och diverse Ferrari, inklusive den första Testa Rossan. De främsta formel 1-förarna tävlade även regelbundet i sportvagnsracing. Efter olyckor vid Le Mans 1955 och Mille Miglia 1957 infördes begränsningar för de snabba sportvagnsprototyperna och runt 1960 blev GT-klassen allt viktigare vid internationella tävlingar. 

### 1960- och 1970-talen – prototypernas utveckling, sportvagnsracingens uppgång och fall

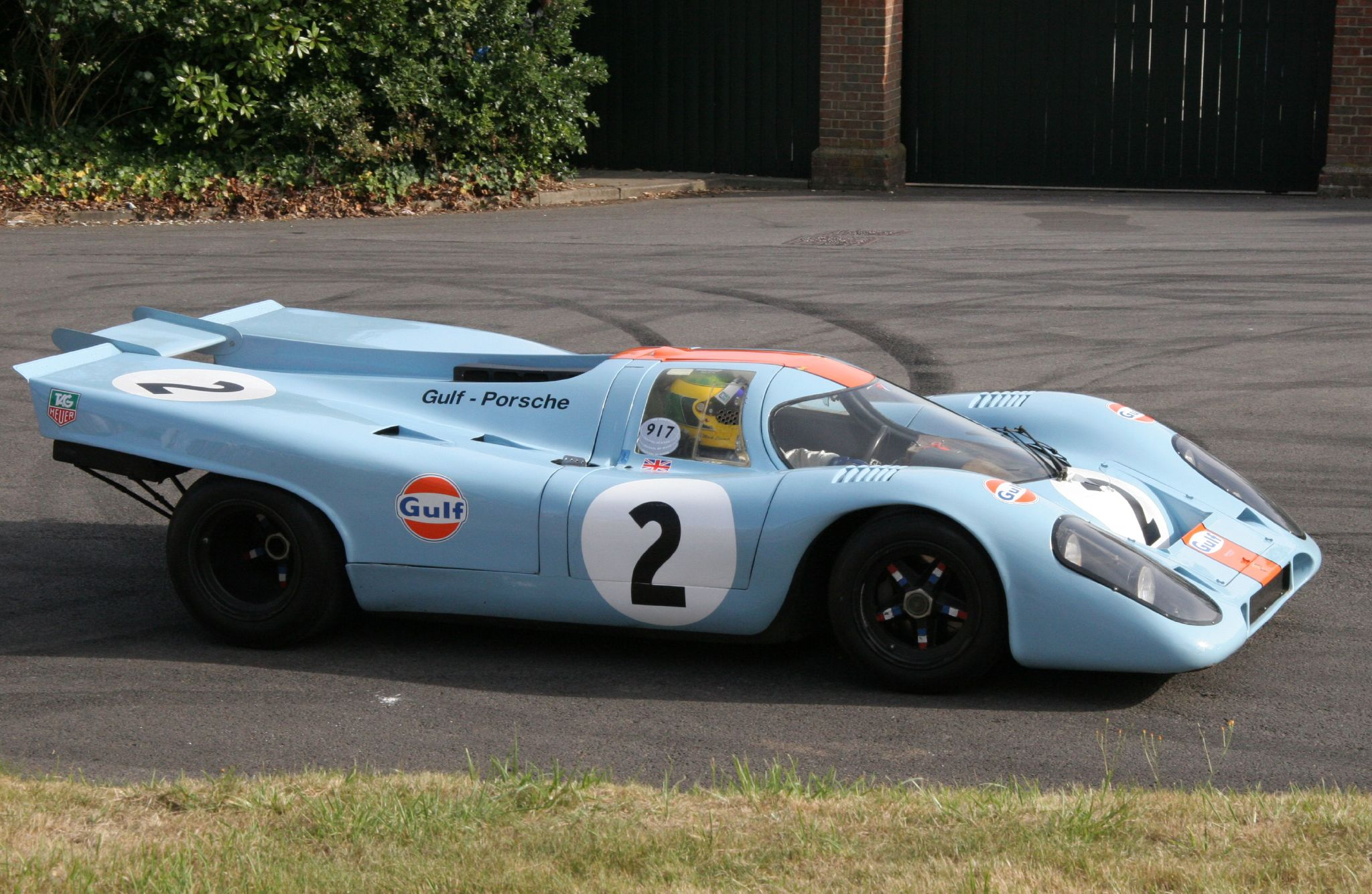
Porsche 917, en sann sportvagnsikon.

Kraftiga sportvagnsprototyper (i praktiken rena tävlingsbilar utan kopplingar till produktionsbilar) dök upp under 1960-talet, i tävlingar över hela världen mellan Ferrari, Ford, Porsche, Lotus, Alfa Romeo and Matra liksom mer specialiserade märken fram till början av 1970-talet. Tävlingarna på Le Mans gav till och med genklang på vita duken med Steve McQueen i spelfilmen Le Mans. Den här eran är för många höjdpunkten för sportvagnsracingen, då tekniken och prestandan med råge överskred samtida formel 1-bilar. Homologering innebar att många rena racingbilar klassades som produktionsbilar, så länge de tillverkats i tillräckligt många exemplar. FIA svarade med fler restriktioner även för GT-klassen och med kraftigt reducerade effekter för prototyperna. Dessa prototyper från sent 1960-tal/tidigt 1970-tal var mycket snabbare än samtida formel 1-bilar och till 1972 begränsades motorstorleken enligt F1-regler, dessutom med lägre effekter för att hålla för långdistanstävlingar. Grupp 4 GT-bilar och Grupp 5 "silhouetter" blev återigen den främsta formen av sportvagnsracing och prototyperna försvann snart, bortsett från Porsche 936 som dominerade på Le Mans samt en mindre serie tävlingar för tvåliters Grupp 6 prototyper. 
En speciell form av amerikansk sportvagnsracing var Can-Am-serien, där sportvagnsprototyper tävlade i stort sett utan begränsningar i relativt korta tävlingar. Dessa tävlingar pågick i sin ursprungliga form från mitten av 60-talet till 1974, men försvann på grund av stigande kostnader och oljekrisen 1973.
Automobile Club de l'Ouest (ACO), som organiserar Le Mans 24-timmars, försökte komma fram till en formel som skulle locka tillbaka prototyperna till tävlingen, men samtidigt vara relativt ekonomisk. Detta Grand Touring Prototype-reglemente från det sena 1970-talet baserades på bränsleförbrukning och ledde fram till två olika varianter av sportvagnsracing som av många hålls som en höjdpunkt i sportens historia.

### 1980-talet - Grupp C och IMSA GTP
I Europa antog FIA ACO:s GTP-reglemente nästan rakt av och inlemmade det i Grupp C World Endurance Championship eller sportvagns-VM, med tekniskt avancerade täckta prototyper från Porsche, Aston Martin, Mercedes-Benz, Nissan, Jaguar med flera. I USA kördes täckta prototyper i IMSA:s GT Championship-serien, med tävlingar mellan såväl stall med stöd från olika tillverkare som olika privatstall. Bilarna var tekniskt sett lika Grupp C-bilarna, men använde en glidande skala av vikt och motorstorlek för att försöka begränsa prestandan. Både Grupp C och GTP hade mindre syskonserier, kallade C2 respektive Camel Lights, för mindre bilar, avsedda för små specialtillverkare och seriösa amatörstall.
FIA försökte göra Grupp C-klassen till ett "Grand prix för tvåsitsiga bilar" under det tidiga 1990-talet, med liknande motorer som i formel 1, korta tävlingsdistanser och ett schema som följde F1-tävlingarna. Detta drev upp kostnaderna, samtidigt som både stallen och åskådarna försvann och 1993 var prototypracingen död i Europa, då Peugeot, Jaguar, Toyota and Mercedes-Benz-stallen alla hade dragit sig ur.

### 1990-talet och framåt – återfödsel och återuppbyggnad
I ett försök att införa en ny högklassig långdistansserie för att ersätta sportvagns-VM, kom det fram ett antal GT-serier på både nationell och europeisk nivå, vilket till slut ledde fram till FIA GT Championship. IMSA GTP fortsatte ytterligare några år, men ersattes av en serie för Le Mans prototyper - relativet enkla öppna prototyper – vilket ledde fram till bilar som Ferrari 333SP och Riley & Scott Mk 3, med ett antal GT-bilar för att fylla ut fältet. Senare under 1990-talet började dessa prototyper och flera med dem att tävla i Europa och FIA utvecklade en sportvagns-serie för dem.
Den amerikanska serien utvecklades till American Le Mans Series, medan de europeiska tävlingarna slutligen blev till den närbesläktade Le Mans Series. Båda dessa serier blandar prototyper och GT-bilar. FIA förblir mest intresserat av sina egna GT- och GT3-mästerskap och ACO:s reglemente utgör basen för LMS och ALMS. Den amerikanska serien har splittrats ytterligare, då Grand American Road Racing Association bildat en egen serie med egna regler för GT-bilar och prototyper, för enklare och billigare tävlingar ämnade för oberoende stall.

## Biltyper
Många olika sportvagnar tävlar, men de kan delas upp i två huvudkategorier: sportvagnsprototyper och GT-bilar. Dessa två kategorier tävlar ofta tillsammans i samma tävling, till exempel Le Mans 24-timmars.

### Sportvagnsprototyp

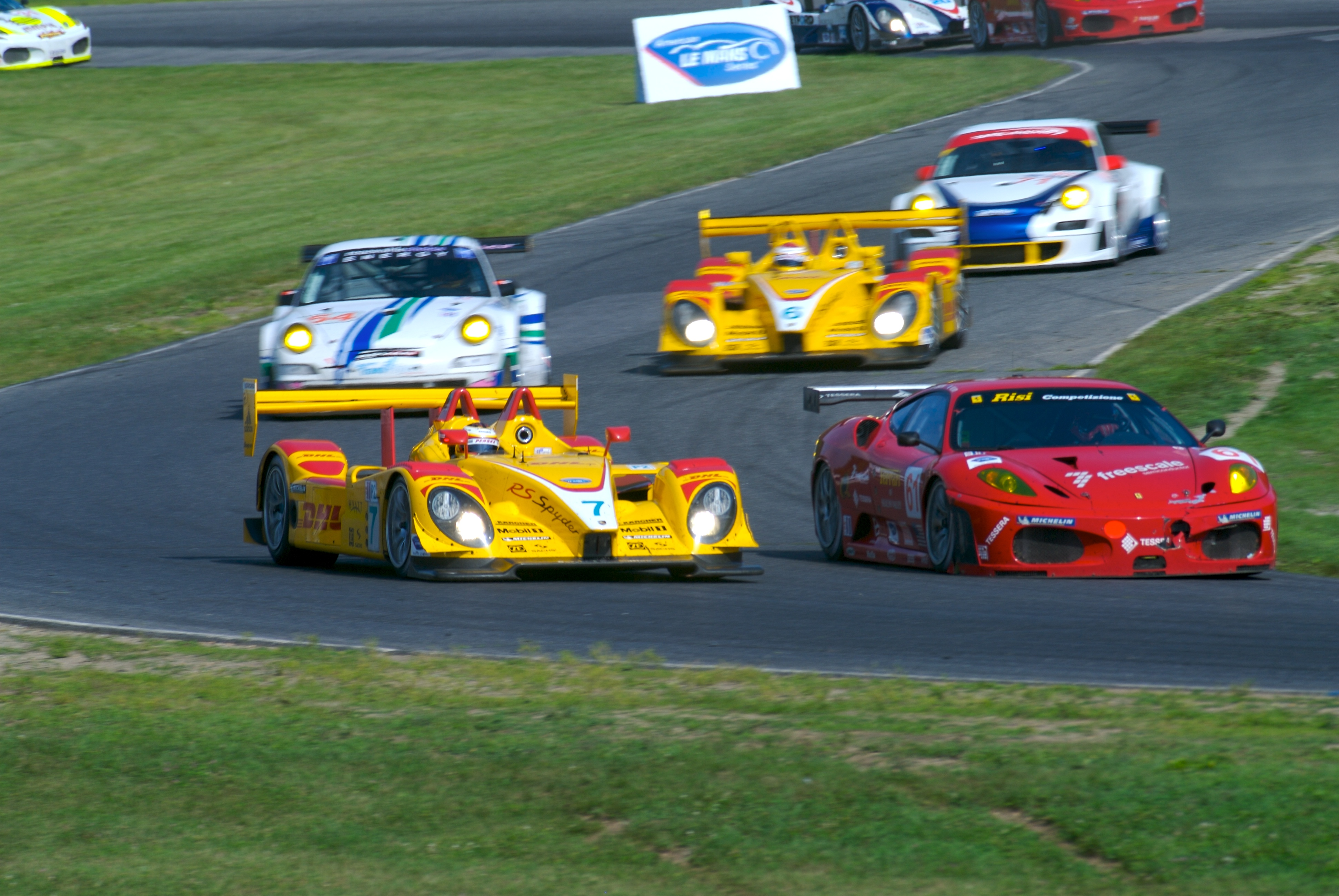
Porsche RS Spyder och diverse GT2-bilar.

Sportvagnsprototyper är en biltyp som används i sportvagnsracing och är i princip nästa steg upp i fråga om bilkonstruktion och teknik från supersportbilar för landsvägskörning och är, tillsammans med formelbilarna de främsta tävlingsbilarna.
Dessa bilar utgör den högsta klassen inom sportvagnsracing och är byggda enbart för tävlingar med täckta hjul. De finns med antingen öppen eller täckt sittbrunn. Alltsedan sportvagns-VM startade har reglerna för hur dessa bilar ska byggas, rörande kaross, motortyp och -storlek, däck och aerodynamik, ständigt förändrats. Sportvagnsprototyper kan vara (och är oftast) specialbyggda fordon och behöver inte ha någon koppling till landsvägsvagnar, men under 1990-talet utnyttjade vissa tillverkare ett kryphål i FIA:s och ACO:s regler vilket gjorde att bilar som tävlade i GT-klassen i verkligheten var rena sportvagnsprototyper, tillverkade i ett fåtal landsvägsbilar i homologeringssyfte. Dauer-Porsche 962 LM, Porsche 911 GT1, Mercedes-Benz CLK GTR och Toyota GT-One var de främsta exemplen på prototyper maskerade till GT-bilar.
Snabbt sammanfattat är sportvagnsprototyper tvåsitsiga tävlingsbilar vars kaross täcker hjulen. Tekniskt är de lika avancerade och, beroende på reglemente, lika snabba som eller snabbare än formelbilar. Få människor känner till att sportvagnsprototyper (tillsammans med formel 1-bilarna) varit först med de flesta nya tekniker och idéer inom motorsporten, såsom vingar, ”venturi”-tunnlar för högre marktryck, fläkt-assisterad aerodynamik och växellåda med dubbelkoppling. Delar av denna teknik dyker så småningom upp på serieproducerade bilar.
ACO:s reglemente delar upp dagens sportvagnsprototyper i två kategorier: P1 och P2. Bilar som tävlar i P1-kategorin måste väga minst 900 kg och motorerna begränsas till 6000 cm³ för sugmotorer och 4000 cm³ för turbomotorer. 5500 cm³ turbodiesel-motorer är också tillåtna i P1. Audi har vunnit Le Mans tre år i rad med en sådan bil under 2006-2008 och Peugeot kom tillbaka till sportvagnsracingen 2007 med en bil med dieselmotor. P2 bilar väger mycket mindre (750 kg) men får nöja sig med 3400 cm³ V6- eller V8-sugmotorer eller 2000 cm³ turbomotorer. I den europeiska serien, som främst innehåller långlopp, har P2-bilarna främst körts av privatstall och har inte kunnat utmana P1:orna om totalsegrar. I American Le Mans Series, som mest kör kortare lopp, har P2-bilarna blivit vanligast förekommande, med seriösa satsningar från Porsche och Acura och medan P2-loppen i Europa brukar bli rena utmattningskriget, har P2:orna i USA-serien, speciellt då Porsche RS Spyder, oftast snabbare varvtider än P1:orna, och Porsche har tagit många totalvinster före Audis P1-bil. Reglementet för prototyperna från 2010 och framåt kommer att främja täckta karosser och en närmare koppling till landsvägsvagnar för P1. P2 kommer att fortsätta med öppna bilar och vänder sig till mindre tillverkare och privata stall. Lola planerar att introducera en täckt bil under 2008.

### Gran Turismo

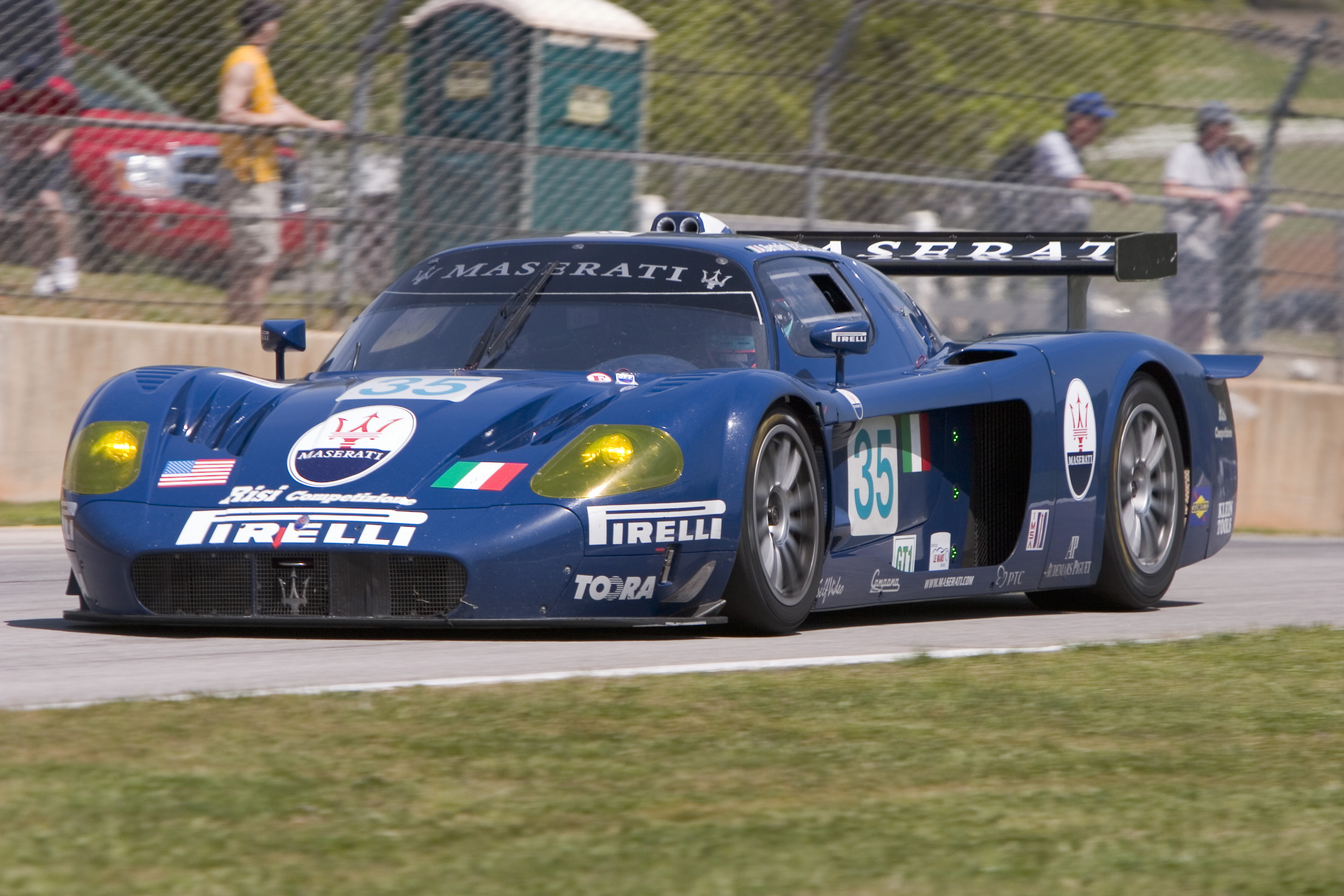
Maserati MC12 GT1

Gran Turismo-racing är den vanligaste formen av sportvagnsracing och körs över hela världen, i både internationella och nationella serier. Historisk var GT-bilar tvingade att serieproduceras, men under 1970-talet blev modifieringarna mer extrema och klassen splittrades i Grupp 4 för produktionsbilar och Grupp 5 för silhouetter, vilka i praktiken var rena tävlingsbilar med karosser som skulle likna produktionsbilarna. GT racing låg i stort sett nere i Europa under 1980- och 1990-talen, då silhouette-bilarna fortsatte att tävla i IMSA-serien i USA. När GT racing kom tillbaka efter att sportvagns-VM kollapsat i början av 1990-talet, ledde detta till att ACO satte upp reglementet. Enligt ACO:s regler delas Gran Turismo-bilarna upp i två kategorier, Gran Turismo 1 (GT1, tidigare GTS) och Gran Turismo 2 (GT2, tidigare GT).  Såsom namnet på klassen antyder är bilens exteriör mycket lik den serietillverkade bilen, medan skillnaderna undertill kan vara stora.  GT2-bilar är mycket lika FIA:s GT2-klass, och är ”rena” GT-bilar. De är exotiska produktionsbilar med relativt små förändringar för tävling. Porsche 997 är idag den mest populära bilen i GT2-klassen.
FIA delar in GT-bilar i fyra kategorier, kallade GT1 (tidigare GT), GT2 (tidigare N-GT), GT3 (nyligen introducerad) och GT4. GT1- och GT2-klasserna är väldigt lika ACO.s regler enligt ovan och vissa gemensamma tävlingar förekommer, främst i GT2-klassen. GT3-klassen är ny sedan 2006. Dessa bilar är närmare standardbilar än GT2:orna och de flesta modifikationer är begränsade till dem som gäller för enmärkes-cuper, som Porsche Carrera Cup. GT4 är ännu en ny kategori för amatörer i produktionsbilar med ytterst få modifikationer. Till exempel tillåts inga aerodynamiska hjälpmedel eller andra modifikationer av karossen.

#### Teknikeskalering och reglering inom FIA GT Racing
Medan GT-bilar åtminstone i teorin baseras på landsvägsvagnar, var vissa GT1-bilar från andra halvan av 1990-talet rena sportvagnsprototyper som genererade exotiska produktionsbilar i homologeringssyfte, med produktionssiffror om 25 bilar (för mindre tillverkare som Saleen) eller 100 bilar (för stora tillverkare som Mercedes-Benz). 
GT1 racing i sin ursprungliga form försvann 1998 på grund av skenande kostnader. GT1-klassen var till för supersportbilar och rena tävlingsbilar, som McLaren F1 GTR, Ferrari F40, Porsche 911GT1, Mercedes-Benz CLK-GTR, Toyota GT-One och Nissan R390. Där de två första hade sitt ursprung i sportbilar för landsvägen var de tyska och japanska medtävlarna rena tävlingsbilar – i praktiken sportvagnsprototyper. Stigande kostnader, tillsammans med färre tävlande tog död på klassen och den ersattes av det som då kallades GT2 (FIA, vilket utvecklats till det nuvarande GT1) och Le Mans Prototype (LMP, enligt ACO).
Den här processen kommer att genomföras återigen 2009 som svar på stigande kostnader i GT1 och GT2 racing: säsongen 2009 kommer GT1 och GT2 att försvinna i sin nuvarande form. Det finns flera olika förslag för att reglera teknik och kostnader, främst genom att ta bort dagens GT1-klass (igen!) och skapa nya regler baserade på existerande GT2-, 3- och 4-klasser.

## Sportvagnsmästerskap
Sverige
- GT4 Scandinavia
- Sportvagnsmästerskapet

Internationellt
- Sportvagns-VM - FIA:s världsmästerskap som kördes mellan 1953 och 1992.
- Intercontinental Le Mans Cup - internationellt mästerskap för Don Panoz och Automobile Club de l'Ouests Le Mans-serier som startade 2010.
- FIA GT1-VM - FIA:s VM för GT-bilar, efterträdde FIA GT från och med 2010.

Europa
- FIA Sportscar Championship - FIA:s mästerskap för sportvagnsprototyper som kördes mellan 1998 och 2003.
- FIA GT - GT-mästerskap som ersatts av FIA GT1-VM.
- Le Mans Series (LMS) - startade under namnet Le Mans Endurance Series 2004.
- FIA GT3-EM - GT-mästerskap som körts sedan 2006.
- Nordic Challenge Cup - nordisk serie som föregick Interserie.
- Interserie - huvudsakligen tysk sportvagnsserie, liknande Can-Am.
- Deutsche Rennsport Meisterschaft (DRM) - tyska standardvagnsmästerskapet som utvecklades till en sportvagnsserie.
- Supercup - efterträdde DRM och kördes fram till 1989. Ska inte förväxlas med Porsche Supercup.
- Brittiska GT-mästerskapet - nationellt GT-mästerskap.
- ADAC GT Masters - tyskt GT-mästerskap.

Nordamerika
- United States Road Racing Championship (USRRC) - sportvagnsserie som sanktionerades av Sports Car Club of America.
- Can-Am - Canadian-American Challenge Cup, mästerskap för sportvagnsprototyper.
- Trans-Am Series - Trans American Sedan Championship, GT-mästerskap som var som populärast i slutet av 1960-talet.
- IMSA GT Championship - sportvagnsmästerskap som kördes mellan 1971 och 1998. Efterträddes av ALMS och Rolex Series.
- American Le Mans Series (ALMS) - Don Panoz sportvagnsserie som efterträdde IMSA GT från och med 1999.
- Rolex Sports Car Series - Grand American Road Racing Associations huvudklass som efterträdde USRRC från och med 2000.

Asien
- All Japan Sports Prototype Championship - japanskt mästerskap för sportvagnsprototyper som kördes under 1980-talet.
- Super GT - japanskt sportvagnsmästerskap.
- Japan Le Mans Challenge - japansk serie som erfterträtts av Asian Le Mans Series.
- Asian Le Mans Series - asiatisk systerserie till ALMS och LMS.